# District de Feldkirch
Pour les articles homonymes, voir Feldkirch.
Ne doit pas être confondu avec District de Feldkirchen.

Le district de Feldkirch est un district (Bezirk) du Land autrichien de Vorarlberg.
Il est constitué des municipalités suivantes :
- Altach
- Düns
- Dünserberg
- Feldkirch
- Frastanz
- Fraxern
- Göfis
- Götzis
- Klaus
- Koblach
- Laterns
- Mäder
- Meiningen
- Rankweil
- Röns
- Röthis
- Satteins
- Schlins
- Schnifis
- Sulz
- Übersaxen
- Viktorsberg
- Weiler
- Zwischenwasser